# (14122) Josties
(14122) Josties (1998 QA55) – planetoida z pasa głównego asteroid okrążająca Słońce w ciągu 3,37 lat w średniej odległości 2,25 j.a. Odkryta 27 sierpnia 1998 roku.